# Schloss Elmau
Schloss Elmau är ett lyxhotell i Bayern i Tyskland. Byggnaden uppfördes av Johannes Müller och Carl Sattler mellan 1914 och 1916.

## G7-toppmöten
Schloss Elmau var plats för G7-gruppens årliga möte 2015 och 2022.